# Cisatracurio
El cisatracurio es un agente bloqueador neuromuscular estereoisómero del atracurio de inicio y duración intermedia. Es un relajante del músculo esquelético no despolarizante que bloquea competitivamente la neurotransmisión al unirse a los receptores colinérgicos. En su forma de besilato es un ingrediente activo administrado por vía intravenosa e indicado para su uso durante cirugía u otros procedimientos como terapia adjunta a la anestesia general en la unidad de cuidados intensivos con el objetivo de relajar los músculos y facilitar la intubación traqueal y la ventilación mecánica.
El fármaco se ha empleado en niños, pero se ha observado que la recuperación es un 25% más larga que en los adultos. Otros autores concluyen que el cisatracurio es equipotente en bebés y niños cuando la dosis se refiere al peso corporal durante la anestesia equilibrada.

## Comparación atracurio/cisatracurio
Una dosis de atracurio es más efectiva como bloquedor neuromuscular que el cisatracurio, mientras que dosis más altas de cisatracurio proporcionan un bloqueo neuromuscular más rápido y efectivo, y con una mayor duración de acción, un estado hemodinámico estable y sin signos asociados de liberación de histamina clínicamente.

## Otros usos
En un reporte de caso, un paciente fue diagnosticado con el síndrome compartimental abdominal con presión intraabdominal. Se empleó el cisatracurio y se redujo la presión abdominal a la normalidad, y mejoró su hipoxia y función renal, con lo que se eliminó la necesidad de intervención quirúrgica en este paciente. Esto indica que se puede intentar el bloqueo neuromuscular en pacientes con síndrome compartimental abdominal antes de una intervención quirúrgica.
En ocasiones, se utiliza junto con otras sustancias para administrar la inyección letal. Los estados norteamericanos de Nebraska y Nevada incluyen este fármaco en sus protocolos de ejecución.